# Trynocoris
Trynocoris is een geslacht van wantsen uit de familie van de Miridae (Blindwantsen). Het geslacht werd voor het eerst wetenschappelijk beschreven door Herring in 1976.

## Soorten
Het genus bevat de volgende soorten:

- Trynocoris costaricaensis Gorczyca et al., 2022
- Trynocoris lawrencei Herring, 1976